# Црква Светог Јована Владимира у Минхену
Црквена општина за Баварску са седиштем у Минхену, основана је 1946. године. „Српска православна заједница за Немачку" која је призната и прихваћена као део Епархије америчко-канадске. Исте године је призната и од стране Баварског Министарства за образовање и веру.

## Историја
„Српска Православна Црквена Општина Минхен" оснива се 1947. године, наследивши „Српску Православну заједница за Немачку". Црквена Општина Минхен је део Српске Православне Епархије диселдорфске и Немачке, и као таква има за циљ духовно старање пре свега о православном српском становништву у Минхену и околини. Наравно, црквена врата су отворена и за све људе добре воље који желе да се информишу о православној вери, хришћанској култури и традицији, као и самој традицији српског народа. Поред богослужења, која се редовно служе у Храму Светог Јована Владимира и још два филијална богослужбена места, рад на културном и духовном уздизању се огледа и кроз различите активности које наши духовни центар нуди: веронаука, школа српског језика, семинари за одрасле, хорови, играонице, духовне вечери, представе, концерте. У оквиру минхенске парохије отворена су још три стална богослужбена места у Аугзбургу, Мозбург на Изару и Розенхајм. 1983. год.

## Изградња храма
Српска Православна Црквена Општина Минхен уведена је у регистар добротворних друштава Републике Немачке. Године 1985. потписан је уговор о локацији за градњу црквеног центра. Године 1990. од стране градских власти одобрена је градња Српског Православног и културног центра у Минхену.

## Црквени хор
Црквени хор ,,Свети Јован Владимир” при Храму Свети Јован Владимир у Минхену уз вођство диригента Јелене Стојковић постоји од 2016. године. Хор пева сваке недеље на Литургији, али је препознатљив и по својим многобројним активностима које се огледају у наступума на свечаностима и концертима везаним за цркву.

### Дечији хор
Храма Светог Јована Владимира од октобра 2019. године почео је са радом и редовним пробама у Минхену. Хор има за циљ дечије дружење, учење појања и даље духовно развијање наших најмилијих кроз песму и забаву. Верујемо да дечија песма омекшава и најтврђа срца и уноси велику радост у животе свих нас. Стога пријавите своју децу да заједно певају у хору и да на тај начин славе име Божје.

### Школа српског језика
Школа српског језика нуди свим полазницима могућност учења и усавршавања матерњег језика. Циљ је да се деца кроз учење језика упознају и са културним благом нашег народа. За наставна средства користе се материјали одобрени од научних институција Републике Србије и Републике Српске. Наставу организује и води госпођа Љиљана Бранковић сваке суботе.
Свештеници који су служили и служе на парохији:
- Сергије Селивановски
- Сергије Липски
- Алекса Тодоровић
- Слободан Милуновић
- Ђорђе Трајковић
- Видослав Вујасин
- Богољуб Поповић
- Љубомир Зорица
- Бранислав Чортановачки
- Маринко Рајак
- Зоран Андрић
- Илија Ромић
- Предраг Гајић
- Драган Јовановић
- Бојан Симић
- Драгиша Јеркић